# 蛇の道 (2024年の映画)
『蛇の道』（へびのみち、フランス語題:Le chemin du serpent、英題:The Serpent's Path）は2024年6月14日に公開されたクライム・サスペンス映画。監督・脚本は黒沢清、主演は柴咲コウで、黒沢が日本で制作した『蛇の道 （修羅の極道 蛇の道）』（哀川翔、香川照之出演・高橋洋脚本）のセルフリメイク作品である。
フランス・日本・ベルギー・ルクセンブルグ合作。全編フランス・パリ、及び近郊で撮影され、柴咲は撮影の約半年前からフランス語のレッスンを受けて撮影に臨んだ。

## あらすじ
8歳の娘を惨殺されたアルベール・バシュレは、新島小夜子というパリ在住の日本人心療内科医の協力を得て犯人と見られる男を拉致・拷問する。
しかし、アルベールの娘の死に組織的な児童人身売買が関連していることがわかり、さらには小夜子が徐々に不審な動きを見せ始める。

## キャスト
- 新島小夜子：柴咲コウ[1][2][4]
- アルベール・バシュレ：ダミアン・ボナール[1][2][4]
- ティボー・ラヴァル：マチュー・アマルリック [4]
- ピエール・ゲラン：グレゴワール・コラン[4]
- 吉村：西島秀俊[5][6][4]
- ローラ：ヴィマラ・ポンス（英語版）[4]
- クリスチャン・サミー：スリマヌ・ダジ（英語版）[4]
- 宗一郎：青木崇高[5][6][4]

## スタッフ
- 原案：『蛇の道』（1998年大映作品）[1][2]
- 監督・脚本：黒沢清[1][2][4]
- 音楽：ニコラ・エレラ[7]
- プロデューサー：小寺剛雄[4]
- 撮影：アレクシ・カビルシーヌ[7]
- 編集：トマ・マルシャン[7]
- 助成：文化庁文化芸術振興費補助金（国際共同製作映画支援事業）
- 配給：KADOKAWA[2]
- 製作：CINÉFRANCE STUDIOS、KADOKAWA[2]